# Saqqarlersuaq
Saqqarlersuaq är en ö i Grönland (Kungariket Danmark).   Den ligger i kommunen Qaasuitsup, i den nordvästra delen av Grönland, 1 200 km norr om huvudstaden Nuuk. Arean är 37 kvadratkilometer.
Terrängen på Saqqarlersuaq är lite kuperad. Öns högsta punkt är 582 meter över havet. Den sträcker sig 7,5 kilometer i nord-sydlig riktning, och 8,0 kilometer i öst-västlig riktning.  Trakten runt Saqqarlersuaq består i huvudsak av gräsmarker.